# حفره بینی
حفرهٔ بینی (کاواک بینی، یا حفره خَیشومی) محفظه‌ای بزرگ و پر از هوا است که در عقب و بالای بینی در میانه‌های صورت قرار گرفته است. حفره بینی از منخرها (سوراخ‌های بیرونی بینی) تا کوآن‌ها (سوراخ‌های عقبی بینی) ادامه دارد و مفروش با مخاط است. حفره بینی توسط سوراخ های خلف بینی به حلق مربوط می شود.
این حفره در پشت سوراخ‌های بینی قرار دارد که تا حفرۀ دهان امتداد دارد و در هنگام پایین آمدن ملاز، جریان هوا از آن عبور می‌کند و به تولید آواهای خیشومی یا خیشومی‌شده منجر می‌شود.
به حفرهٔ بینی در قدیم اندرون بینی، بُن بینی و بیخ بینی نیز گفته می‌شد.
ابعاد تقریبی حفره بینی انسان شامل بلندی ۵ سانتی‌متر، درازای ۵ تا ۷٫۵ سانتی‌متر و پهنا از نزدیکی کف ۱٫۲۵ سانتی‌متر است. پهنای سقف بینی در یک حفره حدود ۲ میلی‌متر است.

## نگارخانه

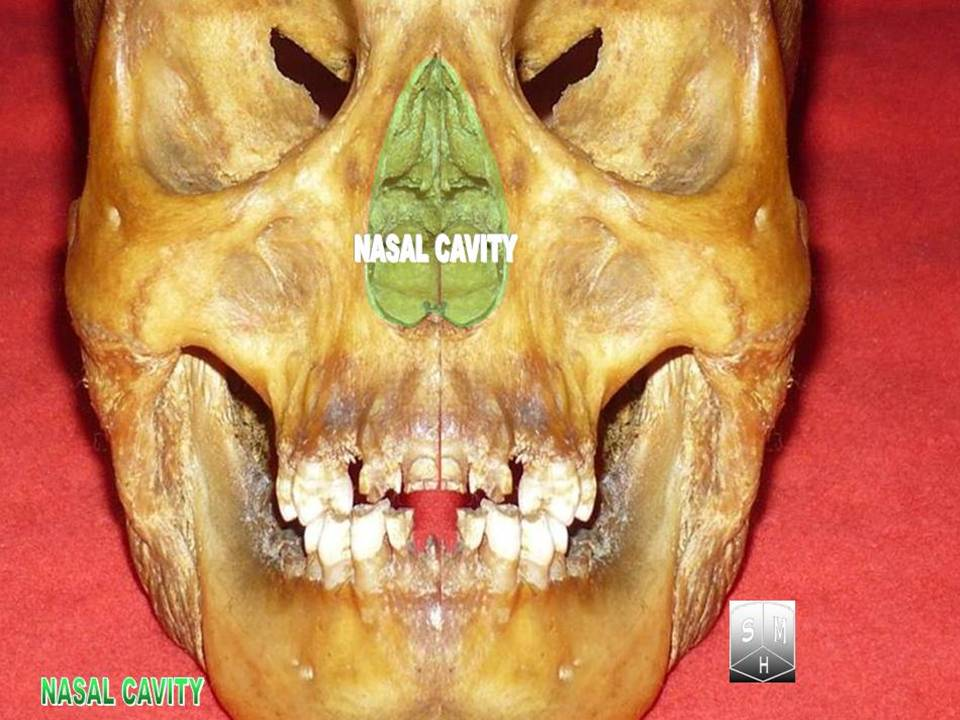
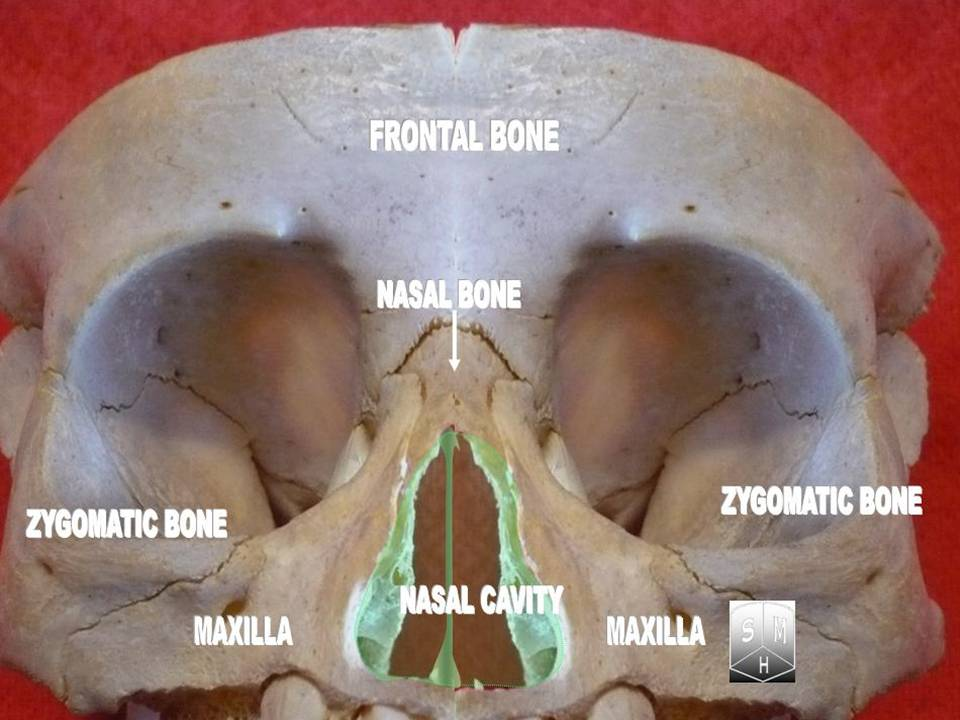
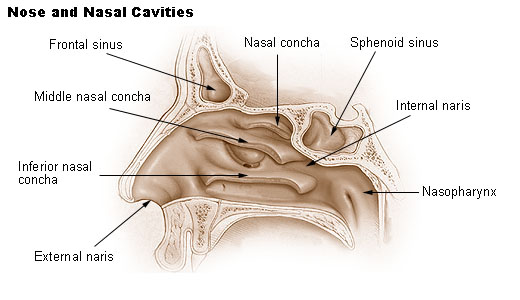
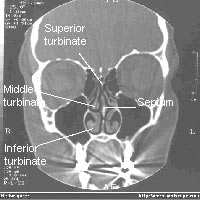
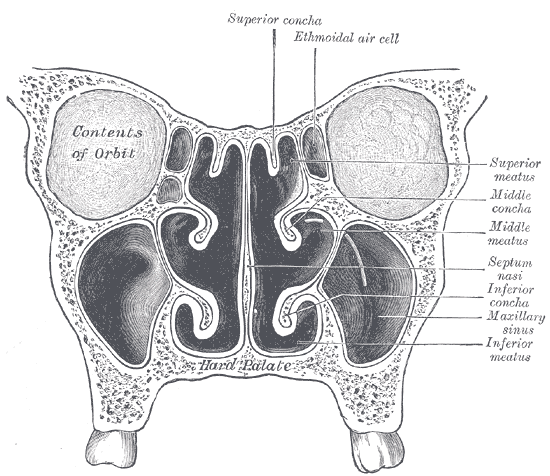
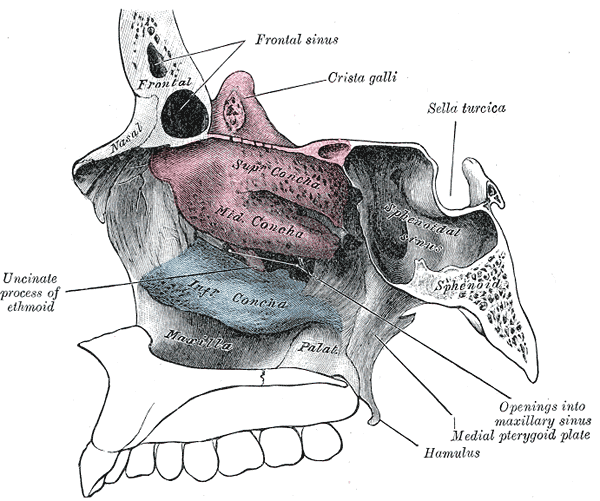
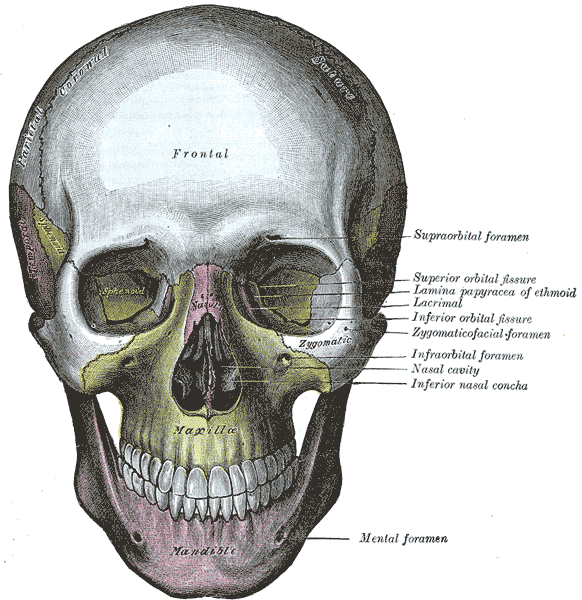
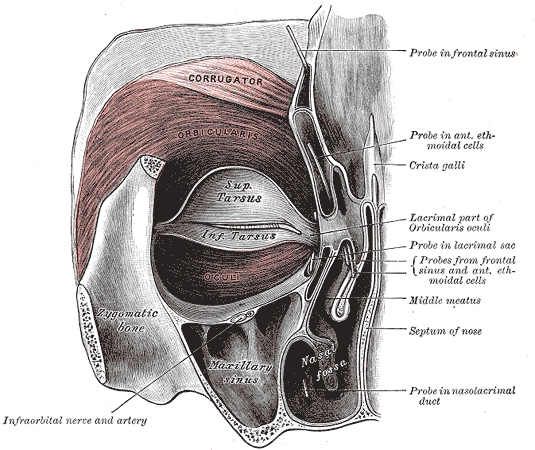
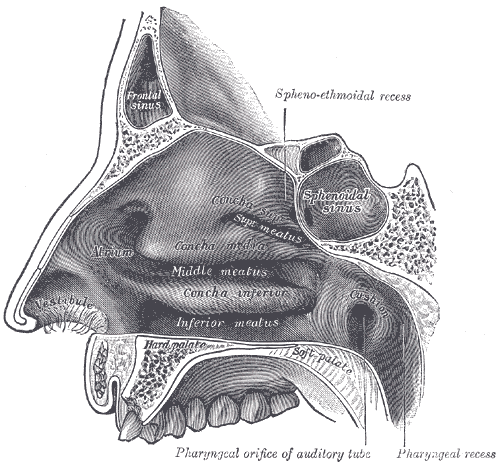
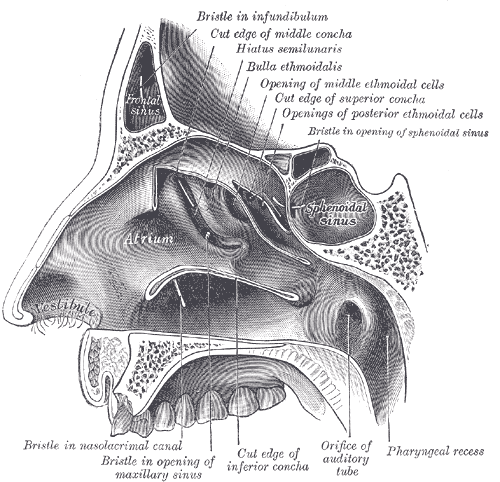
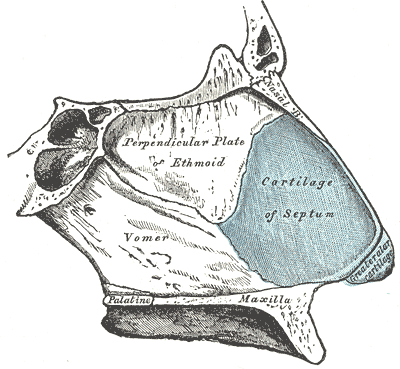
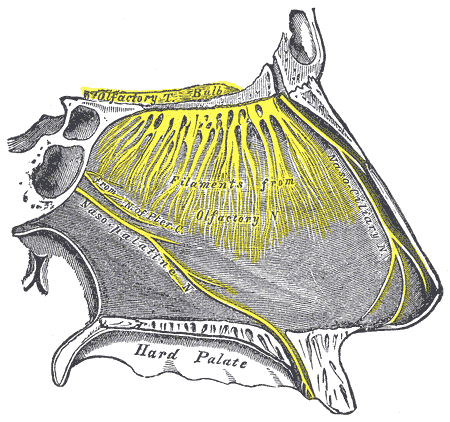
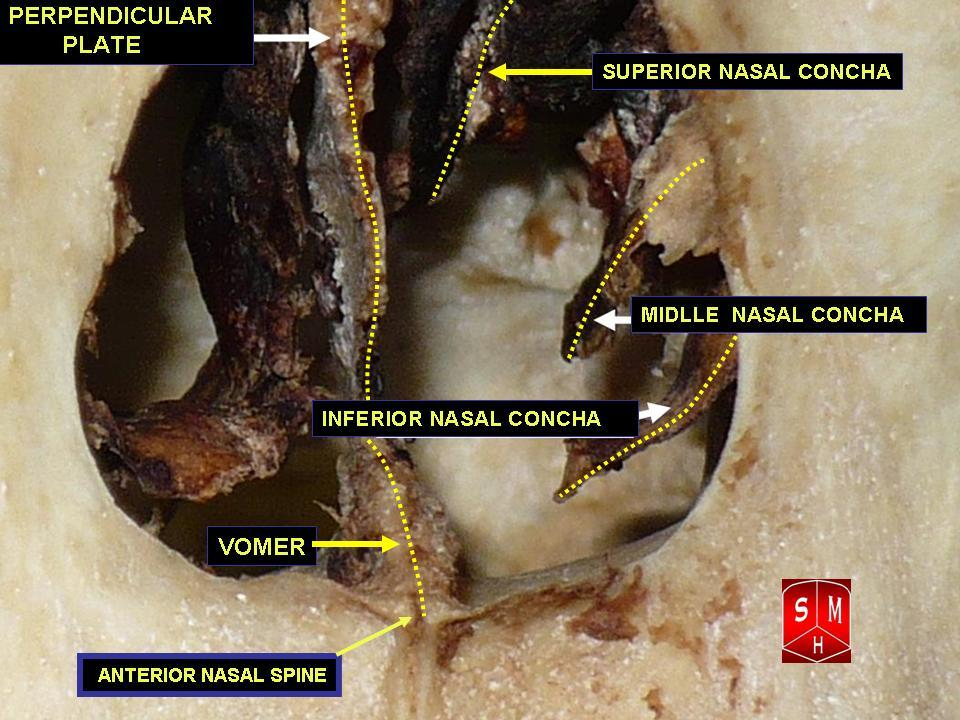

## تقسیم بندی فضای داخلی بینی
1. ناحیه وستیبول
2. ناحیه تنفسی
3. ناحیه بویایی